# جوش ليفين
جوش ليفين (بالإنجليزية: Josh Levin)‏ هو صحفي أمريكي، ولد في 1980.